# Кондопога (станция)
Кондопо́га (карел. Kondupohjun raudatieazema, фин. Kontupohjan rautatieasema, до 1965 года Кива́ч) — железнодорожная станция Октябрьской железной дороги в городе Кондопога. Современный железнодорожный вокзал был открыт в марте 1952 года.

## История
В период с марта 1915 года по ноябрь 1916 года строилась государственная железная дорога от станции Петрозаводск к незамерзающему порту на Мурмане — будущие станция и город Романов-на-Мурмане. Станция Петрозаводск принадлежала Олонецкой железной дороге, а строительством новой железной дороги занималось Управление строительства и временной эксплуатации железнодорожного участка Петрозаводск — Сорокская. Постройка дороги протяжением в 987 вёрст (1053 км) продолжалась всего 1 год 8 месяцев. Объясняется такая удивительная быстрота тем, что во время Первой мировой войны, когда пути через Балтийское и Чёрное моря были закрыты, России необходимо было иметь свободный выход в море, а один Архангельск этой потребности удовлетворить не мог.
Станция Кивач была построена тогда же, до Октябрьской революции. Так летом 1916 года близ станции Кивач во время своей последней фотоэкспедиции побывал Сергей Прокудин-Горский, он фотографировал недавно построенный южный участок Мурманской железной дороги и Соловецкие острова. Станция была названа по имени водопада Кивач, находящемуся в 29 км от неё. Первоначально станция Кивач называлось временной и располагалась на 50 версте дороги, там где начинались подъездные пути к месту постройки завода азотной кислоты артиллерийского ведомства и к пристани. В 1917 году станция была перенесена, на месте старой станции остался телеграфный пост и содержимый за счёт завода пост стрелочника. В 1927 г. в связи со строительством канала станция была вновь перенесена и устроен перегруз с узкоколейной дороги лесозавода.
В 1920-1930-х годах по маршруту Петрозаводск — Кивач курсировали поезда местного сообщения (автомотрисы).
В 1934 г. на разъезде Кивач построен вокзал. В 1935 году Мурманская железная дорога переименована в Кировскую железную дорогу.

Линия Петрозаводск — Сорокская бухта начинается от станции Петрозаводск, находящейся в 1,5 км от города того же имени, и идет сначала вдоль западного берега Онежского озера, низкого и ровного, огибает его, слегка сворачивая к востоку, а затем выпрямляется и идёт прямо на север. На расстоянии 432 вёрст (461 км) от Ленинграда находится станция Кивач, названная так по водопаду, находящемуся в 29 км от неё.
— «Экскурсия на Север». Г. Н. Боч. Государственное издательство, 1926 г.

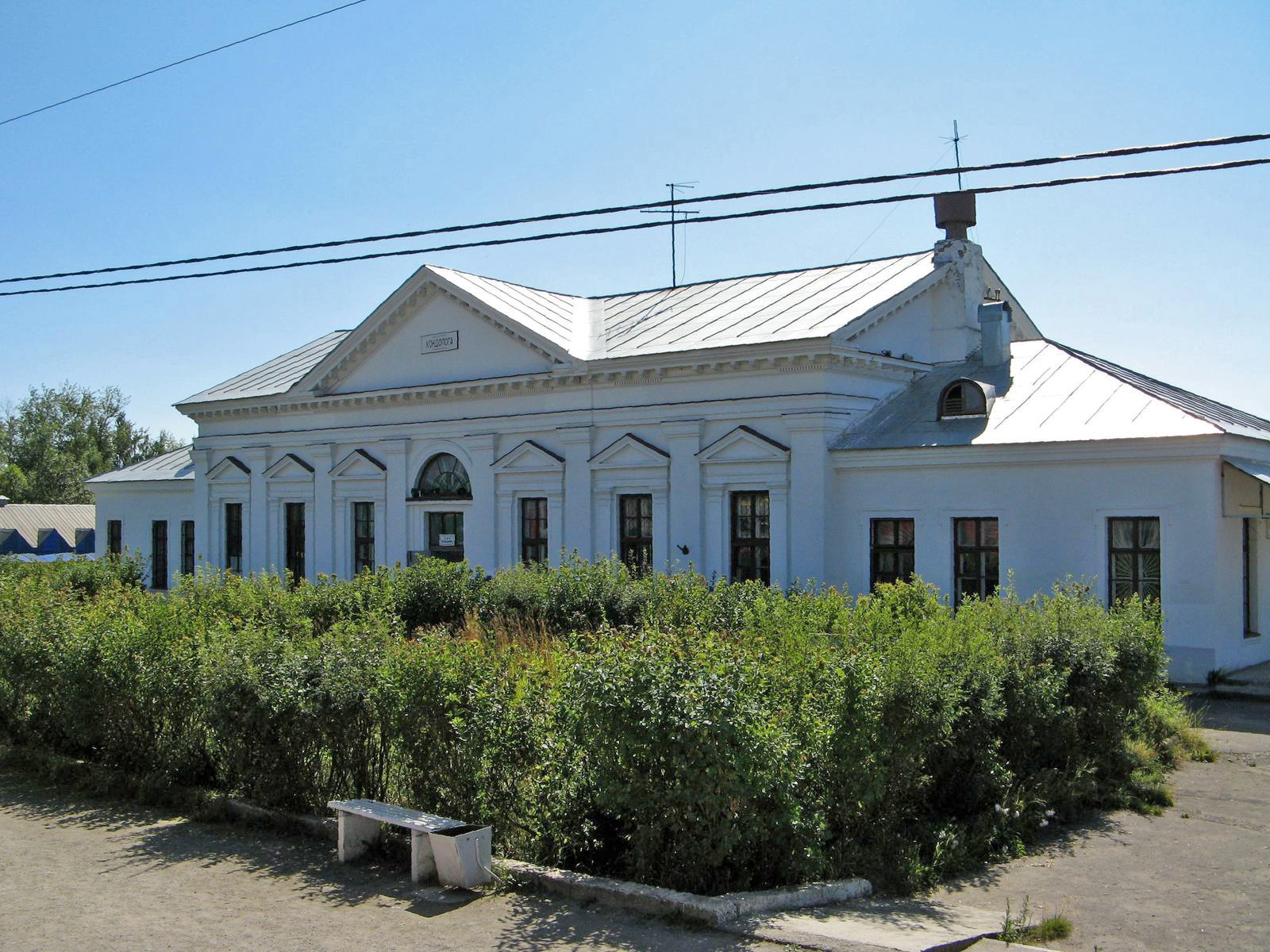
Станция Кондопога, вид с путевой стороны

С 1941 по 1944 год в период советско-финской войны-продолжения большой участок Кировской железной дороги, от станции Свирь на юге и до станции Масельская на севере, и станция Кивач в том числе, оказался в зоне оккупации финской армией.
В 1952 году сдано в эксплуатацию новое здание железнодорожного вокзала, действующее по сей день.
25 августа 1965 года приказом Министерства путей сообщения СССР станция «Кивач» была переименована в станцию «Кондопога».
8 июня 2025 года станция «Кондопога» стала конечным пунктом маршрута электрички «Кондопога — Ладва».

## Дальнее следование по станции
| Круглогодичное обращение поездов | Круглогодичное обращение поездов | Круглогодичное обращение поездов | Круглогодичное обращение поездов |
| № поезда                         | Маршрут движения                 | № поезда                         | Маршрут движения                 |
| -------------------------------- | -------------------------------- | -------------------------------- | -------------------------------- |
| 15 «Арктика»                     | Мурманск — Москва                | 16 «Арктика»                     | Москва — Мурманск                |
| 21                               | Мурманск — Санкт-Петербург       | 22                               | Санкт-Петербург — Мурманск       |
| 65                               | Мурманск — Минск                 | 66                               | Минск — Мурманск                 |
| 91                               | Мурманск — Москва                | 92                               | Москва — Мурманск                |

| Сезонное обращение поездов | Сезонное обращение поездов | Сезонное обращение поездов | Сезонное обращение поездов |
| № поезда                   | Маршрут движения           | № поезда                   | Маршрут движения           |
| -------------------------- | -------------------------- | -------------------------- | -------------------------- |
| 225                        | Мурманск — Адлер           | 226                        | Адлер — Мурманск           |
| 241                        | Мурманск — Москва          | 242                        | Москва — Мурманск          |
| 285                        | Мурманск — Новороссийск    | 286                        | Новороссийск — Мурманск    |
| 293                        | Мурманск — Анапа           | 294                        | Анапа — Мурманск           |